# يوكونفيسي
يوكونفيسي هي واحدة من البحيرات التي تكون عادة متوسطة الحجم وتقع هذه البحيرة في منطقة تجمعات المياه الرئيسية فوكسي. وهي تقع في منطقة جنوب سافو في دولة فنلندا.